# Gouvernance multi-niveaux
 (novembre 2020).
 (novembre 2020).
- Si vous ne connaissez pas le sujet, laissez ce bandeau (vous pouvez alors contacter les auteurs).
- Si vous supprimez le contenu mis en cause (vous pouvez préalablement contacter les auteurs),

argumentez précisément cette suppression dans la page de discussion
(un manque de référence n'est pas un argument ; une recherche réelle de référence doit avoir été effectuée, être formellement documentée).
La gouvernance multi-niveaux est un concept né de l'entrecroisement des théories de la science politique et de l'analyse de l'action publique. En effet, c'est au cours de la dernière décennie du 20e siècle que l'on a pu voir émerger une importante discussion sur le rôle des gouvernements nationaux ou infranationaux dans l'intégration européenne, théories notamment développées par les politologues Liesbeth Hooghe et Gary Marks (en).
La théorie de la gouvernance multiniveaux est un système de négociations continue entre les différents gouvernements imbriqués à plusieurs niveaux. Pour Gary Marks et Liesbeth Hooghe, l'incarnation européenne en est le parfait exemple car elle représente une diffusion du pouvoir à différents niveaux : supranational ou infranational.

## Conceptualisation
Les premiers travaux de recherche sur les gouvernances multi-niveaux ont émergé dans les années 1990. Cette approche a été présentée comme une conceptualisation alternative de la construction des décisions dans l’Union Européenne. Cette approche correspond à la mise en évidence de dynamiques résultant de négociations antagoniques entre les États-Membres et les Institutions supranationales et infranationales. On retrouve un processus composite de prise de décisions composé de différents niveaux et « se déployant au-dessous de l'État aussi bien qu'au-dessus de lui ».
L'État-nation reste un acteur central dans la mise en place des politiques publiques, mais il est également crucial de comprendre que la gouvernance nationale peut être remplacée par une gouvernance multiniveaux :
- La gouvernance n'est plus le seul fait de l’État-nation mais concerne également d’autres niveaux (supra ou infranational), se faisant toujours par délégation : vers le bas et vers le haut
- La gouvernance des États est elle-même affectée par les différents niveaux. Le fait que des entités « infranationales » soient dotées de compétences va influer sur la façon dont les décisions prises au niveau central vont être mises en œuvre.

De nombreux États ont ainsi été affectés par une diffusion de l’autorité vers le haut, ce qui signifie une perte relative de souveraineté dans certains domaines, et par une diffusion de l’autorité vers le bas, diffusion qui prend la forme d'une décentralisation souvent conséquente. 
Les auteurs s’intéressant désormais à l'analyse de la gouvernance multiniveau remettent en cause le « cloisonnement académique entre l'analyse des relations internationales et celle des politiques publiques, fondé sur une distinction dépassée entre l'interne et l'externe. Il n'est plus possible de découper des espaces nationaux de politiques publiques, toute politique publique s'inscrivant dans des interactions dépassant [par le bas et par le haut] le simple cadre national ».

## Origine
Trois événements historiques importants ont permis de conceptualiser la notion récente de gouvernance à multi-niveaux : 
- Premièrement, la réforme des fonds structurels européens en 1988 a mis davantage l’accent sur le partenariat et la coordination, faisant pression pour réformer les administrations et créant des règles et des procédures pour la gestion partagée des fonds structurels.
- Deuxièmement, la création du marché unique avec le programme 1992 a donné naissance à la mobilisation et la prolifération de groupes d’intérêts au sein de réseaux de politiques.
- Troisièmement, la signature du Traité de Maastricht[5] en 1992 a introduit le principe de subsidiarité, désormais essentiel au sein des règles européennes.

Dans ce contexte politique, Gary Marks est le premier à avoir théorisé le concept de gouvernance à multi-niveaux dans un article publié en 1993 intitulé « Politique structurelle et gouvernance à plusieurs niveaux dans la Communauté Européenne ». Analysant les développements récents de la politique structurelle de la communauté européenne, il reconnaît l’importance des niveaux de décisions infranationales et suggère l’émergence d’une gouvernance à plusieurs niveaux qu’il définit par « un système de négociation continu entre les gouvernements imbriqués à plusieurs niveaux territoriaux ». 
Ce premier article a été suivi de près par d'autres chercheurs qui exploraient la gouvernance à multi-niveaux comme une alternative aux formes traditionnelles centrées sur l'État. Dans la revue American Political Science Review, Liesbet Hooghe et Gary Marks ont en 2003 tenté de relier les résultats du modèle de gouvernance multi-niveaux en tenant compte de la gouvernance territoriale et régionale. Ainsi, ils ont conceptualisé deux types idéaux de gouvernance : 
- La gouvernance multi-niveau de type I, prédomine au sein des États et résulte de l'enracinement des compétences à différentes échelles. Ces juridictions - internationales, nationales, régionales, locales - sont polyvalentes et regroupent plusieurs fonctions et responsabilités en matière politique. Ces juridictions imbriquées ne se chevauchent ni ne se croisent pas à un niveau particulier.
- La gouvernance multi-niveau de type II, prédomine dans les États et conçoit des juridictions construites autour de problèmes politiques. La gouvernance est fragmentée en éléments fonctionnels spécifiques. Chaque juridiction est spécialisée dans une ou plusieurs fonctions de gouvernance et prend un ensemble délimité de décisions faisant autorité sur un problème particulier. Ces juridictions se chevauchent, se croisent et se coordonnent rarement.

## Application

### A l'échelle européenne
L'Union européenne est l'objet d'étude de nombreux mouvements théoriques. Tout d’abord, elle est reprise par les études des relations internationales. Ensuite, ce sont les différentes politiques publiques qui ont permis d'approfondir et d'améliorer les études du premier cadre théorique. Cette deuxième phase théorique des politiques publiques est apparue au moment où l'Union européenne est devenue un exemple type et unique d'organisation internationale, que Jacques Delors appelait « objet politique non-identifié ». Unique par son développement et par son organisation politique, l’Union s’impose comme une entité où la gouvernance s'exerce au niveau local et international dans la mise en place des politiques publiques. On parle d’ailleurs de gouvernance et non de gouvernement car il n’existe pas qu'un seul centre de décision.
La gouvernance multi-niveaux permet aussi de dépasser le débat classique entre les fonctionnalistes (ou supranationalistes) et les réalistes intergouvernementaux. Cette gouvernance rejoint les intergouvernementalistes en considérant les institutions comme « les pièces les plus importantes du puzzle européen ». Mais elle rejoint aussi les supranationalistes en considérant les institutions supranationales comme celles qui ont eu une influence significative dans l’exécution des politiques européennes.
La gouvernance multi-niveaux apparaît dans la deuxième phase théorique des politiques publiques. En effet, il s’agit ici de prendre en compte les nombreuses relations existantes entre les différents acteurs qui participent à la gouvernance territoriale, que ce soit au niveau privé ou au niveau public. De plus, cette notion de gouvernance multi-niveaux est au cœur de la distinction entre politique nationale et politique internationale. Une distinction qui devient de moins en moins claire avec l'évolution de l'Union européenne. Les études faites sur l'Union européenne et ses prises de décisions ont permis de comprendre cette gouvernance multi-niveaux en termes de négociation, caractérisée comme continue. Cette négociation s’effectue entre plusieurs gouvernements intégrés sur les différents niveaux territoriaux. L'Union européenne doit ainsi faire face aux différents niveaux de gouvernance qui s'inscrivent dans ce que l'on peut appeler des réseaux politiques ancrés dans une perspective territoriale. C'est d’ailleurs dans les années 1990 que se sont développées ces études sur le rôle des gouvernements régionaux et infranationaux dans le processus d’intégration européenne et dans son organisation politique en général. Les acteurs de ces gouvernements infranationaux vont s'engager de plus en plus dans la prise de décision au sein de l'Union européenne.
L'évolution de l'Union européenne a permis de mettre en lumière la multiplication des relations entre ces acteurs devenant de plus en plus complexes. Mais la théorie dévoile aussi l'action des acteurs considérés comme non-étatiques qui agissent dans les politiques publiques et dans l'intégration de l'Union européenne.
La gouvernance multi-niveaux au sein de l'Union se caractérise par des relations constantes, de respect des responsabilités divisées au sein de chaque niveaux ainsi que le respect de leur compétence. Ceci est essentiel afin de coordonner les politiques au niveau supranational, national, régional et local. Les autorités régionales et locales jouent un rôle important puisqu’ils sont au cœur de ce principe de subsidiarité essentiel à la gouvernance multi-niveaux, et d’ailleurs introduit par le traité de Maastricht en 1992 (article 5). Ce principe de subsidiarité  repose sur l’idée que la prise de la décision ne doit pas être seulement être effectuée au niveau supérieur si d'autres acteurs au niveau inférieur peuvent le faire efficacement. Le principe est d'ailleurs utilisé dans une logique d'efficacité pour prendre la décision la plus proche du terrain et donc de la réalité locale, puis dans une logique démocratique étant donné qu'il privilégie la décision la plus proche du citoyen. L'Union n’interviendra alors à la place des États seulement si elle a les capacités d’agir plus efficacement qu'eux. Les prises de décision et la mise en place des politiques publiques doivent alors se faire entre tous les niveaux.
Afin de mettre en place ces politiques publiques au niveau national, de nombreuses institutions vont s'interconnecter dans tous les niveaux afin que les politiques européennes puissent être appliqués convenablement au niveau national. L'Union européenne est caractérisée par la couche européenne constituée de la Commission, du Parlement et du Conseil. Les États sont représentés par une couche nationale et les territoires locaux par une couche locale. Ainsi, toutes ces couches sont interconnectées au travers des relations entre les acteurs de même niveau (ce que l’on appelle la relation horizontale), mais également au travers des relations entre les différents niveaux de gouvernance (cette fois-ci la relation verticale). La Commission joue d'ailleurs un rôle fondamental dans le « processus de formation institutionnelle ». Ce processus aurait permis aux acteurs infranationaux de se doter de plus de compétences et de ressources politiques afin de participer aux décisions de politiques publiques indépendamment des gouvernements centraux.

#### Rôle des niveaux régionaux et locaux
L'Union européenne est composée de plus de 90 000 collectivités locales ou régionales possédant de nombreuses compétences dans les divers domaines que sont l’éducation, l'environnement, le développement économique, les services publics, l'aménagement des territoires ou encore les transports. On considère le rôle de ces collectivités issu à 70 % de la législation européenne. En pratique les compétences des régions et des villes doivent permettre d'assurer cette gouvernance aux deux niveaux régional et local. Encore une fois, le rôle joué par les acteurs non étatiques est également important avec l’importance de la société civile qui doit être incluse dans la prise de décision des politiques publiques.
Comment un tel niveau de gouvernance multi-niveaux peut être légitimé ? Le traité de Lisbonne (2007) a été une étape importante dans ce processus de légitimation. Les collectivités locales et régionales se trouvent dotées de compétences renforcées dans le domaine de la prise de décision. Les Comités des régions deviennent plus importants en détenant le pouvoir de veiller au respect du principe de subsidiarité. L'échelle territoriale prend tout son sens à travers cette institutionnalisation notamment par la cohésion territoriale, étape essentielle de l’intégration. Le traité de Lisbonne distingue d'ailleurs 3 types de compétences. L'Union européenne détient les compétences exclusives sur tout ce qui concerne le marché unique et les États doivent par conséquent abandonner leur souveraineté sur ces principes. La compétence exclusive des États membres s'exerce sur ce qui concerne les questions nationales importantes que sont la culture, la santé, l’éducation, sur lesquelles l'Union peut mener des « actions d'appui, de coordination  ou de complément ». Enfin, il existe des compétences partagées entre les États membres et l'Union où les États exercent leur compétence lorsque l'Union n'a pas exercé la sienne, en matière d’environnement, de transport, de marché intérieur…On distingue deux types de canaux par lesquels les acteurs infranationaux agissent au niveau européen. Les premiers sont les canaux dits « internes », celui qui caractérise l'influence indirecte de ces acteurs sur les institutions européennes  (via notamment les institutions nationales, l'État membre). Les canaux « externes » sont ceux par lesquels les acteurs infranationaux ont un accès direct aux institutions supranationales, « au-delà de l'État nation ». Ces canaux externes sont justement représentés par le Comités des régions, les associations inter-régionales, ou encore les groupes d'intérêts régionaux.

#### Comité des Régions
Le 16 juin 2009, un livre blanc a même été écrit par le Comité des Régions concernant cette gouvernance multi-niveaux en décrivant quels sont les outils essentiels afin que toutes les étapes du processus décisionnel soient respectées et considérées. « Construire une culture européenne de la gouvernance à multiniveaux » : l'avis de suivi qui accompagne le livre blanc révèle réellement le rôle joué par ce Comité à toutes les échelles de gouvernance. Un « tableau de bord de la gouvernance à multiniveaux » est même mis en place afin d’évaluer chaque année l'évolution de cette gouvernance.
Le 3 avril 2014 c'est une charte de la gouvernance multi-niveaux qui est mise à disposition par le comité des Régions appelant à toutes les autorités publiques de tous les niveaux à l’utiliser et à la promouvoir. Les différentes autorités souhaitant s'y conformer peuvent la signer. Il s'agit de toutes les autorités locales et régionales de l'Union, les associations européennes et nationales des pouvoirs locaux et régionaux, ainsi que les différentes personnalités politiques nationales et européennes.

#### Une décentralisation centrale
Cette décentralisation évidente entretenue par les États membres depuis bientôt 30 ans s'explique maintenant plus par une approche bottom-up qu'une approche top-down. Le plus souvent, les politiques publiques tiennent leur origine des acteurs locaux ou régionaux qui sont les plus proches des citoyens et qui agissent sur le terrain. Ils peuvent faire remonter les problèmes ou les avantages de certaines politiques et peuvent incarner les revendications des citoyens. Le développement des moyens et la répartition des compétences au niveau régional y sont pour beaucoup. Il faut bien sûr prendre en compte que si cette approche bottom-up a pu être aujourd’hui aussi importante, c’est grâce à l'élan qui lui a été donné par l'approche top-down. Depuis les années 1980, on parle même d'une « Europe des régions ».
Les effets de la gouvernance multi-niveaux sont multiples. Mais plus précisément, on assiste à une européanisation de l'action publique où l'influence de l'Union européenne se fait ressentir quant aux politiques publiques locales ou régionales. Les élus locaux doivent d'ailleurs intégrer l'Union européenne dans leur fonctionnement. Lorsqu'un élu souhaite coopérer ou s’accorder à un autre État membre, il doit s'accorder en matière d’harmonisation des politiques publiques. De plus, la gouvernance multi-niveaux peut parfois dévoiler une sorte d’affaiblissement du niveau national aux dépens du niveau supranational ou du niveau régional.

#### Exemple de la politique agricole commune
La Politique agricole commune (PAC) est un exemple type de cette européanisation de l'action publique. Nous sommes face également à une européanisation des normes[style à revoir], l'État membre doit agir en termes de politique européenne et non en termes de politique nationale concernant l’agriculture. Ces normes sont européanisées jusqu'au niveau local, c’est ce qu'on appelle la primauté du droit européen. Cette primauté consiste à faire prévaloir ce droit sur celui des États et encadre donc leur action en matière de politiques publiques. Cet exemple d'européanisation des normes n’est pas le seul qui a suscité de nombreuses contestations quant à l’importance prise par le niveau supranational. Certains États ont même recours à certains arguments le dénonçant en passant du « let us in » (afin d'intégrer l'Union européenne) au « let us alone » (voulant plus d’autonomie au niveau local).
Cependant, le terme de gouvernance multi-niveaux ou du moins celui de la décentralisation ne s’applique pas seulement à l'Union européenne qui même si elle en a été le précurseur n’en incarne pas l’unicité. En effet, de nombreux auteurs ont révélé récemment que cette gouvernance est appliquée sur d’autres continents. C’est le cas par exemple de l'Amérique latine ou de l'Asie. En 2011, on comptait 32 organisations régionales intergouvernementales où presque la totalité des États du monde en font partie et ces organisations couvrent les nombreux domaines politiques auxquels les États sont confrontés. Cette multiplication des organisations intergouvernementales peut s’expliquer par l’importance de l’interdépendance transfrontalière où les questions de migrations, du changement climatique et du terrorisme l’ont renforcé.

### Au niveau: le cas du fédéralisme
On assiste aujourd’hui à une remise en cause de l'ordre Westphalien : l'échelle de l'État-nation disparaît progressivement, laissant place à de nouveaux modèles de gouvernance dits supranationaux-internationaux via les organisations supranationales. Si la gouvernance multi-niveaux est communément associée à l’idée d'une gouvernance supranationale, il n’en demeure pas moins que le terme peut également faire référence à un modèle de gouvernance étatique, le fédéralisme.
Le fédéralisme, ou État fédéral peut être défini comme une association d'États, superposés pour former une gouvernance à deux étages. Cette forme d'organisation politique est aujourd’hui répandue à travers le monde, et notamment au sein des démocraties européennes comme l'Allemagne, la Belgique ou encore la Suisse. Deux caractéristiques principales peuvent être mises en avant. D'une part, l'existence d'une constitution fédérale fondant les États fédérés et créant une nouvelle collectivité étatique. D'autre part, la fédération est en réalité une juxtaposition de deux niveaux de collectivités étatiques, que sont le niveau fédéral, ou État central, et le niveau des États membres. Ces États membres sont amenés à prendre différentes formes et dénominations en fonctions des États : Les Länders allemands, les cantons suisses ou les provinces canadiennes ne sont que des exemples de cette diversité terminologique et organisationnelle. 
Le processus d'émergence d’une fédération peut prendre différentes formes. Il existe en réalité deux processus envisageables. La formation d'une fédération par association résulte de l'union d'États indépendants, liés par une Constitution fédérale. A contrario, la formation d'une formation d’une fédération par dissociation résulte du morcellement d'un État unitaire. Cette fragmentation de l'État donne ainsi naissance à plusieurs États autonomes, liés par un cadre fédéral commun. Dans les deux cas, l'entrée en vigueur d’une constitution fédérale, mettant en exergue les règles de répartition des compétences entre les niveaux fédéral et fédéré et prévoyant la création d’institutions et d'organes communs, vient finaliser la création de l'État fédéral. 
Les raisons poussant les États à s'unir au sein d’une fédération sont multiples. En premier lieu, ces derniers voient leurs capacités diplomatiques, mais également militaires et économiques augmenter considérablement. Une telle mise en commun de ces capacités permet bien souvent aux États fédérés de gagner en légitimité et en influence sur la scène régionale ou internationale. Plus généralement parlant, la formation d’une fédération entraîne une importante facilité de gestion de certains services et infrastructures ainsi qu’une optimisation des politiques publiques. 
Le principe de subsidiarité, développé au sein des procédures européennes, est également appliqué dans le fonctionnement interne d’une fédération. L'installation d'une gouvernance multi-niveaux permet de rapprocher l'administration des administrés, et ainsi d’inclure davantage les citoyens au processus décisionnel. Le pouvoir se voit ainsi séparé de manière vertical, assurant un équilibre institutionnel et une plus grande pondération dans l'exercice du pouvoir politique. Enfin, il convient de rappeler que le fédéralisme est un système politique encourageant la coexistence d'identités différentes au sein d'un même territoire: les identités religieuses, ethniques ou encore linguistiques sont reconnues par l'État fédéral, qui assure leur respect et leur liberté. 
La fédération, en tant que modèle de gouvernance multi-niveaux, fonctionne selon trois principes essentiels que sont les principes de superposition, d'autonomie et d'association. Le premier principe repose sur l'idée d’une juxtaposition des deux niveaux étatiques. Dès lors, les constitutions et ordres juridiques, mais également les pouvoirs politiques et organes de gouvernement se voient superposés. Cette juxtaposition, ou superposition, n’implique néanmoins pas une remise en question de la souveraineté des États membres. Ces derniers conservent bel et bien un droit souverain sur leur territoire, mais sont par ailleurs soumis à la primauté du droit fédéral. Le deuxième principe d’autonomie confère aux États membres le droit de conserver leurs propres constitutions, lois ainsi que leurs organes législatifs, judiciaires et exécutifs. Ils jouissent ainsi d’une forte autonomie sur le plan interne. Néanmoins, les États-membres ne disposent d’aucune représentation à l'international. L'État fédéral incarne véritablement l'ensemble de ces États membres lors de rencontres diplomatiques et sommets internationaux, conformément au principe de subsidiarité. Enfin, le principe d’association pose les conditions de fonctionnement de cette gouvernance multi-niveaux : l’État fédéré accepte de se défaire d’une partie de sa souveraineté en intégrant le cadre fédéral, sous la condition de pouvoir participer au fonctionnement de l’État central et à la détermination de sa politique fédérale. Ainsi, les États fédérés participent à l’élaboration et à la modification de la Constitution lorsque nécessaire, ainsi qu’à l’élaboration des lois fédérales communes à l’ensemble des États membres. Par ailleurs, les États sont représentés dans la chambre basse du parlement fédéral, et, dans la majorité des cas, au sein de l’exécutif même. On parle ainsi d’un bicaméralisme fédéral. 
À l'image de l'Union européenne, les fédérations opèrent une répartition plus ou moins stricte des compétences. Les schémas de répartition varient en fonction des États, et visent à inscrire la gouvernance multi-niveaux dans une logique de coordination et complémentarité. Les compétences fédérales sont ainsi associées à la souveraineté externe de la fédération, tandis que les compétences des États membres se résument au droit privé, à la fiscalité ou encore à l’éducation. Enfin, les deux niveaux de gouvernance partagent certains champs de compétences, comme l’écologie ou les transports. 
L'Europe s'impose aujourd'hui comme un terreau fertile pour les fédérations. La grande diversité des identités qui la composent a notamment donné naissance à plusieurs systèmes fédéraux au sein du territoire européen. Néanmoins, le modèle fédéral de gouvernance est aujourd'hui présent dans de très nombreux pays du globe, comme le Mexique, le Canada, les États-Unis ou encore l'Éthiopie. L'exemple de la Suisse s'impose néanmoins comme un exemple pertinent du modèle de gouvernance multi-niveaux qu’est le fédéralisme. 
Contrairement aux présupposés découlant du titre Confédération suisse, la Suisse est bel et bien une fédération. La constitution fédérale de la Confédération Suisse, adoptée en avril 1999, expose le fonctionnement des différents niveaux de gouvernance et répartit les compétences entre ces derniers. En réalité, la Suisse compte non pas deux mais bien trois niveaux de gouvernance, à savoir la Confédération, comme État central, les cantons ou États fédérés et les communes. L'État central est ainsi responsable de la politique extérieure de la nation ainsi que des questions touchant aux douanes, à la monnaie, à la législation fédérale ou encore à la défense nationale. Les cantons, au nombre de 26, jouissent d'une large souveraineté en matière de budget, de système politique et de fiscalité. Enfin, les 2 300 communes sont chacune dotées d’une assemblée communale et d'un exécutif nommé par le peuple. Elles sont ainsi chargées de l'éducation, du système de protection sociale, mais également des infrastructures routières et de l'aménagement du territoire qui leur est attribué. Le pouvoir exécutif suisse est incarné par le Conseil fédéral, composé de sept conseillers fédéraux responsables d'un département particulier et dirigés par le président de la Confédération élu chaque année. Ces derniers sont élus par l'Assemblée fédérale, qui incarne le législatif fédéral. Suivant un modèle bicaméral, le Parlement suisse est composé du Conseil National, au sein duquel 200 députés représentent les cantons suisses. La représentation des cantons est proportionnelle à leur taille. La chambre haute du Parlement, dit Conseil des États, est composé de 46 membres. L'ensemble des cantons sont représentés par deux députés, à l'exception des demi-cantons représentés par un unique député. 

## Arguments

### Implémentation calibrée
La mise en place d'une gouvernance multi-niveaux, permettant à différents acteurs (acteurs publics et privés, niveau local, régional, national, et supranational) de prendre part au processus de décision ainsi qu'à la mise en œuvre de politiques publiques, aide à un gain de temps et d’effectivité de ces dernières.
La délégation de certaines tâches aux autorités régionales et locales, permet par exemple une adaptation d'une politique publique nationale aux nécessités du terrain ; les standards nationaux n’étant parfois pas adaptés aux situations locales.
Donner plus de responsabilités et de marge de manœuvre aux autorités correspondant aux différents niveaux de cette forme de gouvernance permet une intervention calibrée de ces autorités sur des enjeux qui leur sont spécifiques. Les enjeux transnationaux seront d’autant mieux gérés au niveau supranational aussi bien que des enjeux locaux le seront au niveau local.
De plus, charger des acteurs privées (entreprises privées) de la mise en œuvre d'une politique publique, émanant des acteurs publics (État, région, département…) permet d’alléger des pouvoirs publics parfois débordés, et ainsi gagner en effectivité et en efficacité. 

### Sécurité
La sécurité demeure l'un des arguments de la mise en place d’une telle forme de gouvernance ; l'émergence d’une forme de supranationalité (l'Union européenne par exemple) a d’ores et déjà permis la possibilité d’un dialogue entre les nations afin d’éviter les conflits politiques voire les éventuels conflits armés. De plus, le niveau supranational aide à la mise en commun des capacités en matière de sécurité permettant de lutter plus efficacement contre des menaces dépassant le cadre de l’État, des menaces transnationales telle que la lutte contre le terrorisme, contre les organisations criminelles, la gestion des frontières, les flux humains (ex : crise des réfugiés en Europe).
En outre, donner plus de pouvoir aux instances locales, régionales et supranationales aide à un contre-poids effectif vis-à-vis de l’État : Ce dernier n'aurait ainsi pas le monopole de décision et de mise en place des politiques publiques, aussi bien que le niveau supranational permet de contenir la tentation hégémonique de certaines nations. 

### Gestion économique
Dans la lignée des enjeux plus transnationaux, comme les flux économiques, la question d’une gestion transnationale peut sembler nécessaire. D'où la nécessité d’une gouvernance multi-niveaux, incarnée par une entité supranationale gérant ces flux économiques.
L'existence d’un niveau supranational permet de gérer des activités économiques et commerciales transnationales, ce qui favorise non seulement la prospérité des nations coopérantes mais aussi la paix en raison d’une interdépendance économique plus poussée entre celles-ci. 
C'est dans cette optique que fut fondée la CECA en 1951 (Communauté européenne du charbon et de l’acier) : d’une part elle avait pour but une prospérité économique des états coopérants (France, Italie, Belgique, Luxembourg, Pays-Bas et RFA (République Fédérale d’Allemagne) et d'autre part, elle permettait une paix durable via une interdépendance économique en Europe après le cataclysme de la Seconde Guerre mondiale. Cette coopération économique sera toujours plus poussée jusqu’à devenir l'Union européenne actuelle.

## Limites

### Les limites théoriques
La notion de niveau n'est pas assez précise dans le sens où elle n’est que très rarement développée et analysée via des dynamiques de pouvoir, de hiérarchisation. De plus, les niveaux sont habituellement vus directement comme étant un tout, un espace homogène. Or, cela peut être compliqué de voir le gouvernement national ou les dynamiques internationales, d’ailleurs, comme un tout. En ce sens, faudrait-il prendre en compte les réseaux, les acteurs non-gouvernementaux dans la réflexion ? Les considérations ontologiques et sociologiques sont à reconnaître et à repenser afin d'avoir une explication claire. Aussi, ce n'est pas parce que la structure change pour être plus stratifiée que les structures du pouvoir en sont changées.
De plus, la gouvernance multi-niveaux en tant qu’approche ne s’inscrit pas dans un cadre théorique particulier. En ce sens, les recherches menées sur le sujet sont surtout descriptives et très peu analytiques. Cette caractéristique épistémologique rend cette approche assez pauvre en matière de souveraineté et des connexions entre les différents acteurs et différents niveaux. 

### Les limites pratiques
Dans l'optique de créer des politiques publiques, les recherches sur le sujet ne se sont pas assez attardées sur les aspects fonctionnels. Il est important de se focaliser sur les interactions des différents niveaux pour se rendre compte de l'efficacité des différentes mesures déléguées au niveau inférieur. Or, la nature incrémentale et pluraliste de la gouvernance multi-niveaux complexifie les arrangements institutionnels qui en découlent. 
On peut[Qui ?] remarquer que la démultiplication des niveaux peut mener à un fossé dans l’application des politiques publiques. En théorie, le fait d’avoir plusieurs couches se relayant et implémentant les politiques devrait mener à une meilleure efficacité. La pratique est toute autre car les acteurs qui se doivent d’appliquer les politiques peuvent le faire de manière à les modifier voire à les bloquer. (Ceci dans le cadre d’une volonté politique intentionnelle). Pour avoir une implémentation efficace, il faut une collaboration efficace entre les différents acteurs à chaque niveau.